# Námořnictvo Turkmenistánu
Námořnictvo Turkmenistánu je jednou ze složek ozbrojených sil Turkmenistánu. Jedná se o malé námořnictvo zaměřené na hlídkování a ochranu přírodních zdrojů (ryby, ropa, zemní plyn atd.). Je nejmenším námořnictvem států na pobřeží Kaspického moře. Hlavní základnou námořnictva je Turkmenbaši.

## Historie
Námořnictvo Turkmenistánu bylo založeno v roce 1992. Zpočátku nevlastnilo žádná plavidla. Později patrně provozovalo několik menších hlídkových člunů, pocházejících z SSSR a bylo součástí pohraniční stráže. Vzhledem k uzavřenosti země však nebylo o přesném složení námořnictva mnoho známo.
V průběhu let se rozvoj námořnictva dostal mezi hlavní vojenské priority Turkmenistánu, čemuž však dlouho bránil nedostatek financí. Potřeba posílení námořních sil vyplývala mimo jiné z nejasného statusu Kaspického moře, vedoucího ke sporům o lov ryb a těžbu nerostů okolními státy. Takové spory Turkmenistán vede například s Ázerbájdžánem.
Dne 30. května 2000 námořnictvo získalo bývalý americký kutr USCGC Point Jackson patřící ke třídě Point, který byl přejmenován na Merjin. V roce 2001 byly na Ukrajině zakoupeny hlídkové čluny projektu 1400 Gryf (v kódu NATO třída Zhuk) a Kalkan-M. V roce 2006 námořnictvo tvořilo cca 700 osob a pět hlídkových člunů operujících z malé základny Türkmenbaşy. Fakticky se jednalo spíše o pobřežní stráž. V roce 2009 námořnictvo posílily dva hlídkové čluny Projektu 12200 (třída Sobol) dodané z Ruska.
V roce 2010 tvořilo námořnictvo Turkmenistánu celkem 16 hlídkových lodí a 2000 osob. Ve stejném roce prezident Gurbanguly Berdimuhamedow oznámil záměr na přeměnu námořnictva Turkmenistánu jako součásti pohraniční stráže na samostatné vojenské námořnictvo schopné plnit omezené bojové operace. Plán zahrnoval zakoupení řady nových válečných lodí, založení námořního vojenského institutu, námořní akademie a rozvoj námořní základny Türkmenbaşy, zahrnující rovněž výstavbu loděnice Ufre Turkmenbashi. To vše do roku 2015. Samostatné námořnictvo Turkmenistánu tak bylo vytvořeno 10. října 2011 prezidentským dekretem.
V říjnu 2011 země obdržela dva raketové čluny Projektu 1241.8 (v kódu NATO třída Tarantul), v roce 2013 pak dva velké hlídkové čluny třídy Arkadag, postavené v Turecku na základě tamní třídy Tuzla. V roce 2012 pak byla objednána stavba osmi raketových člunů odvozených opět z třídy Tuzla.
Turecké loděnice postavily rovněž korvetu Deňiz Han (101), přijatou do služby v srpnu 2021.

## Složení

### Korvety
- Třída Turkmen
  - Deňiz Han (01)

- Projekt 1241.8[3]
  - Edermen (828)
  - Gayratli (829)

### Raketové čluny
- Třída Arkadag (8 ks)

### Oceánské hlídkové lodě
- Merjin (ex- USCGC Point Jackson (WPB-82378))[4]

### Hlídkové lodě
- Třída Arkadag[4]
  - Arkadag (SG 111)
  - Merdana (SG 113)

- Projekt 12200 (třída Sobol – 2 ks)[4]
- Projekt 1400 Gryf (2 ks)[3]